# Clwyd (riu)
El Clwyd és un riu de 55 km del nord-est de Gal·les, que flueix gairebé completament en el comtat de Denbighshire (comtat preservat: Clwyd): neix al bosc de Clocaenog, al nord-oest de Corwen, i desemboca a la badia de Liverpool (Mar d'Irlanda), al llarg del límit amb la zona entre Denbighshire i Conwy, a la rodalia de Rhyl.
Els seus immissaris són el Clywedog i l'Elwy.
El riu ha donat nom a l'homònim comtat tradicional.

## Geografia

### Situació
El Clwyd neix a la zona sud-occidental de Denbighshire. El seu curs després "talla" pràcticament en dos el comtat i acaba en la part nord-occidental del comtat mateix.

## Fauna
El Clwyd és ric en salmons.